# Tormore
Tormore – destylarnia single malt whisky, znajdująca się w miejscowości Advie w Szkocji, w regionie Speyside. Zakład mieści się około 1 km na południe od rzeki Spey. Wodę do produkcji czerpie jednak z innego źródła - potoku Achvochkie Burn.

## Historia
Tormore jest jedną z młodszych szkockich destylarni whisky. Budowę rozpoczęto w roku 1958 i trwała ona dwa lata. Jest pierwszą destylarnią postawioną w kraju w XX wieku. Zaprojektowana przez słynnego architekta i byłego prezydenta Royal Academy Sir Alberta Richardsona dla Long John International, znajduje się obecnie na liście zabytków Wielkiej Brytanii, jako jedna z najbardziej niezwykłych architektonicznie destylarni.
Budynek w stylu katedralnym zbudowany jest z granitu, posiada miedziane mechanizmy i zegar odgrywający co piętnaście minut jedną z czterech różnych szkockich pieśni patriotycznych. Alembiki, w odróżnieniu od większości gorzelni, nie są miedziane tylko stalowe.
W 1972 gorzelnię rozbudowano i podwojono liczbę destylatorów z czterech do ośmiu. W swojej historii zakład zmieniał właścicieli trzy razy. W 1975 Long John wchłonięty został przez Whitbread & Co, ta zaś, jeszcze w tym samym roku przez Allied Distillers Ltd. Od roku 2005, w wyniku kolejnego przejęcia, pieczę nad gorzelnią Tormore sprawuje Pernod-Ricard.
Podczas budowy zakładu właściciele wkopali w ziemię na dziedzińcu kapsułę w kształcie alembika, w środku której znalazły się między innymi informacje o produkcji jak i samą whisky Long John, nazwiska pracowników destylarni Tormore, próbki surowców używanych w procesie produkcji, opis kolejnych faz produkcji, informacje o szkockich klanach a także krótką historię whisky. Otwarcie kapsuły planowane jest na rok 2060.

## Butelkowanie
Tormore sprzedawane jest obecnie w wersjach 10 i 12 letnich. Rozlewana jest również przez niezależne firmy (tzw. independent bottlers) Signatory Vintage, Cadenhead, Blackadder, Douglas Laing Old Malt Cask and Provenance.